# Cole, Oklahoma
Cole är en ort i McClain County i delstaten Oklahoma, USA.